# Semper fidelis
Semper fidelis è una locuzione latina che indicava l'eterna fedeltà a un capo militare o agli imperatori romani. La locuzione è utilizzata in senso più ampio per indicare la totale adesione e fiducia verso un ideale, un pensiero o l'agire di una persona.

## Storia
Si pensa che abbia avuto origine dalla frase che i senatori dell'antica Roma declamavano alla fine del loro intervento alla presenza del popolo, prima, e dell'imperatore, poi, Semper fidelis rivolto verso la repubblica e la persona dell'imperatore.
Nei papati medioevali si usava per rivolgersi al papa, come dimostrazione della propria eterna e immutata fede in Dio e nella sua rappresentazione terrena. Tornò in voga anche tra le milizie fasciste come segno di fedeltà al Duce.
Oggi è il motto dei granatieri svizzeri, del corpo dei Marines e di altri corpi militari per simboleggiare la propria fedeltà al corpo militare e ai propri compagni ovunque si trovino nel mondo. È simile a quello dell'italiana Arma dei Carabinieri (Nei secoli fedele).